# 吳子良
吴子良（1197年—1256年），字明辅，号荆溪，临海县城（今临海市）人。
陈耆卿的表弟。庆元三年出生，十六歲從陈耆卿學習，二十四歲師從叶适，與戴栩同學，主張为文有三要：“主之以理，张之以气，束之以法。”叶适称其“文墨颖异，超越流辈”。宝庆二年（1226年）进士，历官国子录。淳祐二年擔任秘书丞，不久真除淮东提举。四年，再任秘书丞。五年，为两浙转运判官。官至湖南运使、太府少卿。宝祐四年（1256）以忤史嵩之罢职，不久卒。《宋史》無傳。著有《林下偶谈》四卷。